# 22 Korpus Zmechanizowany (ZSRR)
22 Korpus Zmechanizowany (ros. 22-й механизированный корпус) – wyższy związek taktyczny wojsk zmechanizowanych Armii Czerwonej okresu II wojny światowej.

## Formowanie i działania bojowe
Formowanie Korpusu rozpoczęto w marcu 1941 roku w Kijowskim Specjalnym Okręgu Wojskowym. Sztab Korpusu rozlokowany był w Borysowie na Ukrainie.
W chwili ataku Niemiec na ZSRR 22 Korpus Zmechanizowany wchodził w składzie wojsk 5 Armii Frontu Południowo-Zachodniego. W tym czasie tj. 22 czerwca 1941 liczył 24 087 żołnierzy (67% stanu etatowego) oraz miał na stanie 707 czołgów, w tym: 31 KW-2, 464 T-26, 163 BT, 47 czołgów z miotaczami płomieni (chemiczne i 1 T-37  oraz 57 samochodów pancernych BA-10 i BA-20, 1328 samochodów ciężarowych, 129 ciągników i 10 motocykli.
W dniach 23-30 czerwca 1941 roku 22 Korpus Zmechanizowany brał udział w bitwie w rejonie Dubno – Łuck – Brody. W wyniku walk z wojskami 1 Grupy Pancernej z Grupy Armii Południe armii niemieckiej 22 Korpus Zmechanizowany uległ całkowitej zagładzie.

## Dowódcy korpusu
- gen. mjr Siemion Kondrusiew[3] – 11.03.1941 – 24.06.1941 (ciężko ranny),
- gen. mjr Władimir Tamruczi – 25.06.1941 – 28.07.1941,
- gen. mjr Witalij Simwołokow – 29.07.1941 – 03.09.1941.

## Struktura organizacyjna
Skład w 1941:
- 19 Dywizja Pancerna,
- 41 Dywizja Pancerna,
- 215 Dywizja Strzelecka (zmot.)[3] oraz 23 pułk motocyklowy, 549 samodzielny batalion łączności, 89 samodzielny zmotoryzowany batalion inżynieryjny i 122 korpuśna eskadra lotnicza.